# Lathrolestes luteolator
Lathrolestes luteolator là một loài tò vò trong họ Ichneumonidae.